# Carmen Scarpitta
Pour les articles homonymes, voir Scarpitta.
Carmen Scarpitta, née le 26 mars 1933 à Los Angeles et morte le 26 avril 2008 à Cabo San Lucas, est une actrice italienne.

## Biographie
Carmen Scarpitta est apparue dans trente films entre 1960 et 2001. Elle a fait ses débuts sur scène en 1960, dans les Adelchis d'Alessandro Manzoni et Ennio Flaiano Un martien à Rome, tous deux dirigés par Vittorio Gassman dans la carrière de ses 40 années elle a travaillé sur scène aux côtés de Carmelo Bene, Luca Ronconi et Luigi Squarzina, et a joué dans des films réalisés par Federico Fellini, Bernardo Bertolucci, Mauro Bolognini, Luigi Magni.
Elle est morte à la suite d'une fuite de gaz dans sa maison à Cabo San Lucas, au Mexique.

## Théâtre
- 1960 : Adelchi, de Alessandro Manzoni, avec Vittorio Gassman, Valentina Fortunato, Carlo D'Angelo, Nino Dal Fabbro, Carmen Scarpitta, Anna Maria Gherardi, réalisation de Vittorio Gassman, Compagnia del Teatro Popolare Italiano, première nationale au Parco Dei Deini, à  Rome.
- 1960 : Orestiade, de Eschilo, avec Vittorio Gassman, Olga Villi, Orazio Orlando, Carmen Scarpitta, Anna Maria Gherardi, regia di Gassman, première au Théâtre grec de Siracuse.
- 1960 : Un marziano a Roma, de Ennio Flaiano, avec Vittorio Gassman, Carlo D'Angelo, Ilaria Occhini, Carmen Scarpitta, Carlotta Barilli, réalisation de Gassman, première au 'Théâtre lyrique de Milan'.
- 1964 : Così è se vi pare, de Luigi Pirandello, avec Paolo Stoppa, Rina Morelli, Carmen Scarpitta, Milena Vukotic, Ezio Marano, réalisation de Mario Ferrero.
- 1967 : L'attenzione, de Alberto Moravia, avec Luigi Vannucchi, Renzo Palmer, Carmen Scarpitta, Marisa Mantovani, Gianni Bonagura, réalisation de Edmo Fenoglio, première au Théâtre Élysée à Rome.
- 1968 : Visita alla prova de "L'isola purpurea", de Michail Bulgakov, avec Edda Albertini, Costantino Carrozza, Donatella Ceccarello, Ettore Conti, Mimmo Craig, Carmen Scarpitta, Vincenzo De Toma, Ottavio Fanfani, Franco Parenti (attore)|Franco Parenti, Luigi Pistilli, Sergio Reggi, Tino Schirinzi, Ferruccio Soleri, réalisation de Raffaele Maiello, Piccolo Teatro de Milan.
- 1981 : La vita comincia ogni mattina, de Terzoli & Vaime (it), avec Gino Bramieri, Carmen Scarpitta, Edi Angelillo (it), Roberto Bonanni (it), et Angela Dean, Teatro Nazionale (it) de Milan.

## Télévision
- 1966: Le inchieste del commissario Maigret (Les Enquêtes Du Commissaire Maigret), réalisation de Mario Landi avec Gino Cervi et Franco Silva - ep. La vecchia signora di Bayeux (La Dame de Bayeux).
- 1968: Le mie prigioni, de Silvio Pellico, avec Raoul Grassilli, Carmen Scarpitta, Ferruccio De Ceresa, Arnoldo Foà, réalisation de Sandro Bolchi.
- 1968: Processo di famiglia, de Diego Fabbri, avec Raffaella Carrà, Gino Cervi, Elsa Merlini, Ferruccio De Ceresa, Massimo Foschi, Carmen Scarpitta, regia di José Quaglio.
- 1970: Il viaggiatore senza bagaglio, une comédie de Jean Anouilh, avec Gina Sammarco, Giulio Bosetti, Giorgio Piazza, Carmen Scarpitta, regia di Ottavio Spadaro.
- 1974: Canossa, de Giorgio Prosperi, avec Adalberto Maria Merli, Carmen Scarpitta, Stefano Satta Flores, Gianni Musy, Glauco Mauri, Glauco Onorato, Maurizio Merli, réalisation de Silverio Blasi.
- 1976: La care mogli, avec Franco Giacobini, Aldo Giuffré, Marisa Fabbri, Carmen Scarpitta, Marisa Bartoli, réalisation de Guido Stagnaro.
- 1990: Voglia di vivere, réalisation de Lodovico Gasparini.

## Filmographie
- 1960 : Cinq Femmes marquées (Five Branded Women) de Martin Ritt
- 1963 : Gidget à Rome, non créditée, de Paul Wendkos.
- 1966 : Les Nuits facétieuses (Le piacevoli notti), d'Armando Crispino et Luciano Lucignani.
- 1968 : La Bataille pour Anzio (Lo sbarco di Anzio), de Duilio Coletti.
- 1970 : Scacco alla mafia, de Luigi Sabatini.
- 1973 : Il magnate, de Giovanni Grimaldi.
- 1974 : L'albero dalle foglie rosa (it), d'Armando Nannuzzi.
- 1975 : Les Furieux (Fango bollente) de Vittorio Salerno
- 1976 : Frou-frou del tabarin, de Giovanni Grimaldi.
- 1976 : La orca, de Eriprando Visconti.
- 1976 : Le Casanova de Fellini (Il Casanova di Federico Fellini), de Federico Fellini.
- 1976 : Allô... Madame (Natale in casa d'appuntamento), d'Armando Nannuzzi.
- 1977 : Oedipus Orca (it), d'Eriprando Visconti.
- 1977 : Au-delà du bien et du mal (Al di là del bene e del male), de Liliana Cavani
- 1977 : Au nom du pape roi (In nome del papa re), de Luigi Magni
- 1978 : La Cage aux folles, d'Édouard Molinaro, Louise Charrier : la femme de Simon et mère d'Andréa
- 1979 : Sbirro, la tua legge è lenta... la mia no!, de Stelvio Massi.
- 1980 : Tranquille donne di campagna (it), de Carlo De Molinis.
- 1980 : Bello di mamma (it), de Rino Di Silvestro.
- 1981 : Calderón (it), de Giorgio Pressburger.
- 1987 : Adieu Moscou (Mosca addio), de Mauro Bolognini.
- 1989 : Lungo il fiume (it), de Vanna Paoli.
- 2001 : L'amore probabilmente (L'amour probablement), de Giuseppe Bertolucci.